# 養老町立多芸小学校
養老町立多芸小学校 （ようろうちょうりつ　たぎしょうがっこう）は、かつて岐阜県養老郡養老町）に存在した公立小学校。

## 概要
- 校区は現在の三神町、泉、南直江、金屋、直江、飯積であり、旧・多芸村の小学校であった。
- 1969年、小畑小学校に統合され廃校[2][注釈 1]。
- 跡地は養老町多芸公民館となっており、校舎の一部（1921年竣工）が現存する。

## 沿革
旧・多芸村は周辺の村に教育を委託していた時期があり、多芸村が単独で小学校を設立したのは1921年である。ここではそれ以前についても記述する。
- 1873年（明治6年） -
  - 多岐墳村、大塚村は橋爪村の日新義校に通学。
  - 直江村は島田村の藍田小学校に通学。
  - 飯積村、金屋村は飯田村の敬業学校に通学。
- 1876年（明治9年） -　大塚村に文開学校が開校。校区は大塚村、安久村、高畑村。
- 1886年（明治19年） - 飯積村の一部の児童は謙益学校へ通学。
- 1889年（明治22年）9月 - 北大墳簡易科小学校に改称する。校区は北大墳村。
- 1891年（明治24年） - 大墳簡易科小学校に改称する。
- 1898年（明治30年）4月1日 - 多岐村、北大墳村、直江村、飯積村、金屋村が合併し、多芸村が発足。
- 1901年（明治34年） - 大墳簡易科小学校が廃校。北大墳・直江は高田町の高田尋常高等小学校[注釈 2]に、多岐・飯積は日吉村の日吉尋常高等小学校または小畑村の小畑尋常小学校に、金屋は小畑村の小畑尋常小学校に、それぞれ委託する。
- 1902年（明治35年） - 多岐の委託先が日吉尋常小学校から高田尋常高等小学校に変更される。
- 1914年（大正3年） - 直江の委託先が高田尋常高等小学校から小畑尋常小学校に変更される。
- 1921年（大正10年）
  - 4月1日 - 多芸村単独で多芸尋常小学校を開校。周辺の学校への委託を解消する。
  - 12月25日 - 農業補習学校を併設。
- 1923年（大正12年） - 多芸尋常高等小学校に改称する。
- 1941年（昭和16年）4月1日 - 多芸国民学校に改称する。
- 1947年（昭和22年）
  - 4月1日 - 多芸村立多芸小学校に改称する。
  - 12月28日 - 校舎を増築。
- 1954年（昭和29年）11月3日 - 高田町、養老村、広幡村、上多度村、池辺村、笠郷村、小畑村、多芸村、日吉村、合原村の一部（室原地区）が合併し、養老町が発足。同時に養老町立多芸小学校に改称する。
- 1957年（昭和32年）2月5日 - 新校舎（南舎）が完成。
- 1958年（昭和33年）
- 1969年（昭和44年）3月 - 小畑小学校に統合され廃校。養老町内校区変更により、三神、泉、南直江の児童は養老小学校へ転出する。